# Исаченков, Николай Васильевич

Могила Исаченкова на Новодевичьем кладбище Москвы.

Никола́й Васи́льевич Исаче́нков  (1902—1969) — советский военно-морской деятель, инженер-адмирал (с 1954).

## Биография
Исаченков Николай Васильевич родился 19 декабря 1902 года в селе Ярцево (с 1926 года город) Духовщинского уезда Смоленской губернии, в семье ткачей, работавших на хлопчатобумажной фабрике.
В 1917 году, после окончания двухклассного приходского училища пошёл работать. В годы Гражданской войны в 1919 году участвовал в боях против бандитизма. Окончил Ярцевскую единую трудовую школу — рабфак.
В 1921 году был направлен на учёбу в Москву на рабфак института народного хозяйства, а в 1923 году — в МВТУ им. Баумана. Проучился там недолго — по комсомольскому призыву ушел на флот. В октябре 1923 года поступил в Высшее военно-морское инженерное училище им. Ф. Э. Дзержинского, которое окончил в мае 1928 года и направлен для прохождения дальнейшей службы на Черноморский флот трюмным инженер-механиком эсминца «Петровский». В мае 1930 года был назначен старшим инженер-механиком эсминца «Дзержинский», а в апреле 1932 года — флагманским механиком отдельного дивизиона эсминцев ЧФ.
В августе 1936 года Исаченкова был переведён в центральный аппарат наркомата ВМФ СССР. Был заместителем начальника, а затем начальником отделения Управления кораблестроения. В 1938 году назначен заместителем начальника Управления кораблестроения, в апреле 1940 года возглавил это Управление.
В 1940 году был командирован в Германию для изучения опыта строительства кораблей. В том же году ему присвоено звание инженер-контр-адмирал и он был награждён орденом «Знак Почета».
Участник Великой Отечественной войны. В 1941−1945 годы организовал проводку подводных лодок и эсминцев с Тихоокеанского на Северный флот, руководил переоборудованием гражданских судов в боевые корабли, строительством новых кораблей, в том числе 2 лёгких крейсеров, 19 эсминцев, 54 подводных лодок, торпедных, сторожевых и других классов кораблей.
22 января 1944 года Исаченкову присвоено звание инженер-вице-адмирал, а 8 ноября 1944 года он был награждён флотоводческим орденом Нахимова 1 степени.
3 сентября 1945 года Исаченков назначен на должность начальника Главного управления кораблестроения ВМФ. С 1952 по февраль 1966 года он был заместителем военно-морского министра СССР, затем заместителем Главкома ВМФ СССР по кораблестроению и вооружению.
31 мая 1954 года ему первому в СССР присвоено высшее для инженерного состава воинское звание «инженер-адмирал».
В послевоенные годы ему принадлежит большая заслуга в реализации государственных программ по строительству новых кораблей на атомных энергетических установках, имеющих на своём борту ракеты с ядерными зарядами, в укреплении военно-морской мощи державы. Николай Исаченков был членом Комитета по Ленинским и Государственным премиям, редактором-консультантом второго издания Большой Советской Энциклопедии.
В феврале 1966 года вышел в отставку по болезни.
Н. В. Исаченков умер 4 ноября 1969 года. Похоронен в Москве на Новодевичьем кладбище.

## Семья
У Николая Васильевича было три сына — Олег, Виктор, Михаил и дочь — Регина. Все сыновья, а также внук Николая Васильевича — Андрей Олегович пошли по стопам своего отца и деда:
Олег — капитан 1 ранга, кандидат военно-морских наук, служил на кораблях ВМФ СССР, возглавлял отдел в НИИ ВМФ.
Виктор — капитан 1 ранга, окончил Нахимовское училище, служил в ГУКе.
Михаил — капитан 1 ранга, окончил Нахимовское училище.
Внук — Андрей Олегович также учился в Нахимовском училище, а затем служил и работал на предприятиях Министерства обороны, кандидат технических наук.

## Награды
- два ордена Ленина (1949, 1962);
- три ордена Красного Знамени (1942, 3 ноября 1944[4], 1953);
- орден Нахимова I степени (5 ноября 1944)[10];
- орден Отечественной войны I степени (21 июля 1945)[11];
- два ордена Красной Звезды (1937, 1962);
- орден «Знак Почёта» (1935)[4];
- медали, в том числе медаль «За оборону Москвы» (1944)[12] , медаль «За победу над Германией в Великой Отечественной войне 1941—1945 гг.» (1945); медаль «За победу над Японией» (28 февраля 1946)[13] и другие.

## Память
Именем Н. В. Исаченкова назван Большой противолодочный корабль проекта 1134-А Северного флота «Адмирал Исаченков», зачисленный в списки кораблей ВМФ СССР 4 февраля 1970 года.